# A Song to Remember
A Song to Remember is een Amerikaanse dramafilm uit 1945 onder regie van Charles Vidor. Destijds werd de film in Nederland uitgebracht onder de titel Een onvergetelijke melodie.

## Verhaal
De jonge Frédéric Chopin ontvlucht samen met zijn leermeester Józef Elsner het onrustige Polen om carrière te maken in Parijs. Daar wordt hij verliefd op de schrijfster George Sand. Zelfs als iedereen gaat twijfelen aan het talent van Chopin, blijft zij in hem geloven. Ondanks zijn slechte gezondheid gaat hij op aandringen van Elsner op concerttournee door Europa.

## Rolverdeling
| Acteur           | Personage             |
| ---------------- | --------------------- |
| Paul Muni        | Józef Elsner          |
| Merle Oberon     | George Sand           |
| Cornel Wilde     | Frédéric Chopin       |
| Nina Foch        | Constantia            |
| George Coulouris | Louis Pleyel          |
| Howard Freeman   | Friedrich Kalkbrenner |
| Stephen Bekassy  | Franz Liszt           |